# Kingking
Kingking is een bestuurslaag in het regentschap Tuban van de provincie Oost-Java, Indonesië. Kingking telt 4137 inwoners (volkstelling 2010).